# グルバングル・ベルディムハメドフ
グルバングル・マリクグルイェヴィチ・ベルディムハメドフ（トルクメン語: Gurbanguly Mälikgulyýewiç Berdimuhammedow, ロシア語: Гурбангулы Мяликгулыевич Бердымухаммедов, 1957年6月29日 - ）は、トルクメニスタンの政治家。2007年から2022年まで同国大統領を務めた。「庇護者」ならびに「守護者」を意味するアルカダグ（Arkadag）の敬称で呼ばれている。

## 経歴
1957年6月29日にソビエト連邦トルクメン・ソビエト社会主義共和国南部のアハル州ババラプに誕生する。1979年にトルクメン州立医科大学を卒業し、その後は歯科医師として活動した。
初代大統領サパルムラト・ニヤゾフ政権下では副首相を務めた。2006年12月21日に在任中のニヤゾフ大統領が死去したことに伴い、国家安全保障理事会により大統領代行に就任。2007年2月11日の大統領選挙の結果、他の候補を大きく引き離す89.23パーセントの得票率を獲得して同14日に同国の第2代大統領へと正式に就任した。またニヤゾフが務めていたトルクメニスタン民主党議長の座も同時にベルディムハメドフが引き継いだ。翌年の2008年から脱ニヤゾフ政策を打ち進め続けている。
2012年2月12日の大統領選挙では約97パーセントの得票率を獲得して再選。同年4月には、エネルギー・工業大臣のヤルムハメト・オラズグルイェフを『子息が交通事故を起こす』失態を演じたことから「父親として行き届いていない」として解任させた。
2013年4月28日には乗馬レース中に落馬して病院に搬送されたものの、トルクメニスタン国内ではほぼ報道されなかった。同年9月11日に訪日し、同13日まで滞在した。安倍晋三首相や明仁天皇と会談・会食し、国際協力銀行・経団連などの政財界関係者とも交流した。
2016年に憲法を改正し、大統領任期を5年から7年に延長した。なおこの時の憲法改正では大統領選挙への立候補を70歳までに制限していた条項を撤廃しており、これはベルディムハメドフ自身の終身大統領への布石ではないかとみられている。
2017年2月12日に9人の立候補により行われた大統領選挙では97.69パーセントの票を獲得して圧勝した。同年10月、ロシア連邦大統領ウラジーミル・プーチンの65歳の誕生日を祝って自国産の犬（アラバイ犬）をプレゼントしている。
2018年4月に同国のオリンピック委員会委員長に再選。
2019年5月31日に同国に訪問したロシアのメドヴェージェフ首相へ、2年前のプーチン大統領の時と同じくアラバイ犬の子犬を贈呈している。同年8月、一ヶ月前の7月に国外から報道されていた自身の死を否定する目的で国営テレビに出演し、ダルヴァザに在る巨大クレーター周辺でドーナツターンを披露するといったパフォーマンスを示している。また、同年10月22日には即位礼正殿の儀へ参列し、翌23日には迎賓館赤坂離宮で安倍晋三首相と会談を行った。
2020年11月13日には「国家の誇りの象徴」としてアラバイ犬の形をした金の像を首都に建てることを、同日に開催された式典で公表している。
2022年2月11日、人民評議会（上院）の緊急会合にて若い指導者に権力を渡すことを目的として大統領職を辞任することを表明。翌12日には次期大統領選挙を3月12日へ前倒しして実施するよう中央選挙管理委員会に指示したが、これは前年9月に長男のセルダル・ベルディムハメドフが40歳となり大統領選挙へ出馬できる年齢に達したため、息子への権力移譲を意図した辞任ではないかと推測された。この選挙でセルダルは得票率72.97％で当選した。3月19日にセルダルが大統領に就任したことに伴って自らは大統領を退任し、人民評議会議長専任となった。
大統領退任後、2023年1月21日には人民評議会議長であったベルディムハメドフが憲法で「国の最高指導者」と規定される。
2024年6月11日には韓国の尹錫悦大統領と両国の環境支援策や文化交流についての会談を行った。尹錫悦大統領夫妻に両国友好の証として、自国産の犬（アラバイ犬）をプレゼントした。

## 人物
首都アシガバートのアメリカ合衆国大使館における外交通信によれば既婚者であり、1人息子と3人の娘が存在する。また、ソ連の政治家であったミャリクグル・ベルディムハメドフ（トルクメン語：Myarrikgurly Berdimuhamedowiç Berdimuhammedow）とは子女関係にあり、ミャリクグル自身はソ連存在時から実質的な政治指導者として現地政界に君臨していた人物として知られている。
長男のセルダルはベルディムハメドフと同じく政治家で、ベルディムハメドフ政権下で外務副大臣、産業・建設大臣などを歴任し、2021年より副首相（革新・デジタル化担当）を務め、同年7月の東京オリンピックの開会式にトルクメニスタン政府代表として出席して日本の菅義偉首相と会談した。2022年3月12日の大統領選挙で当選し、3月19日に就任した。
祖父の名はベルディムハメッド・アナエフ（英語：Berdimuhamed Annayev、トルクメン語：Berdimuhammed Annaýew）といい、当人は第二次世界大戦において活躍していた軍人で1948年に死没。70年後の2018年にロシアから名誉勲章を授与されている。

## 政策

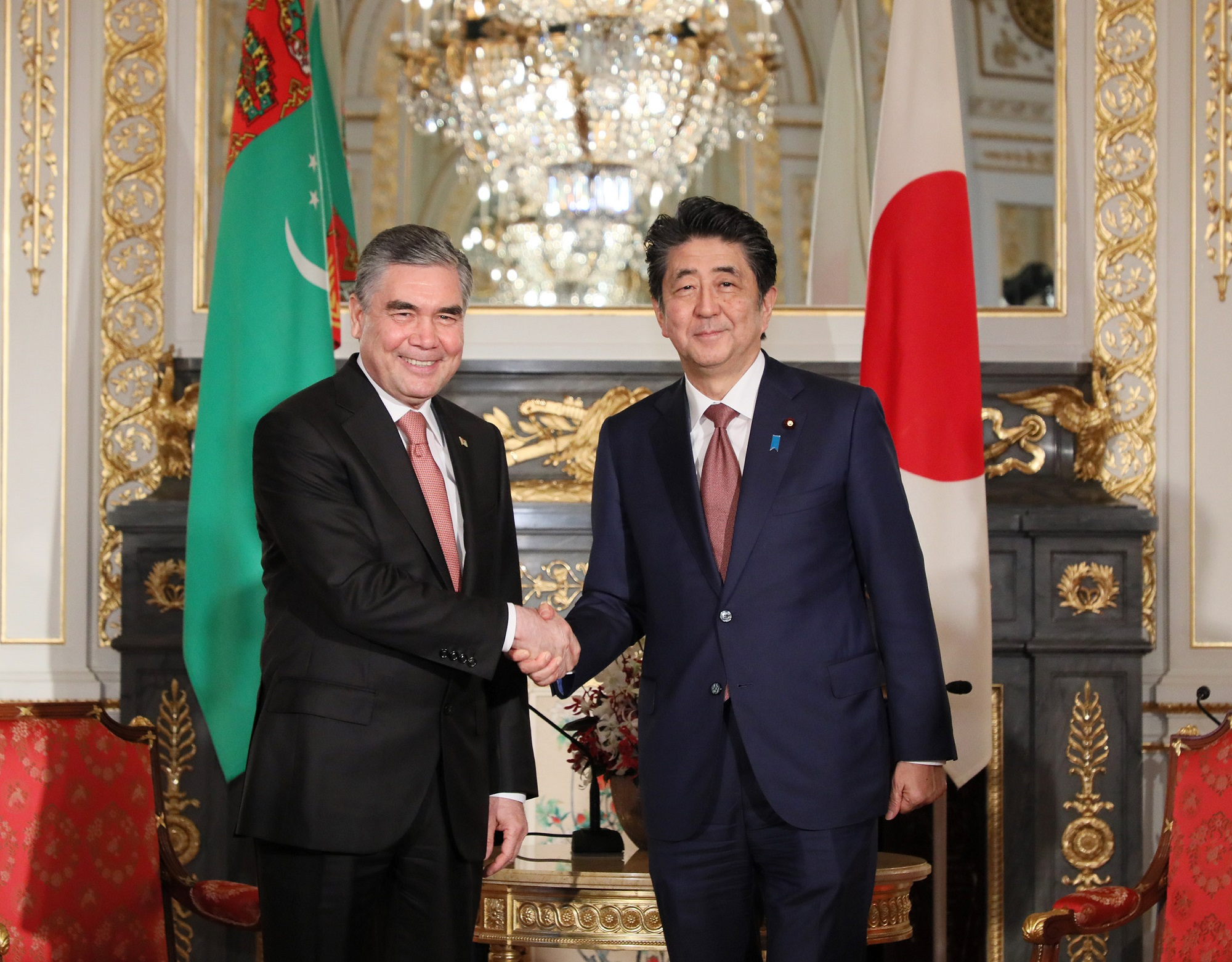
即位礼正殿の儀出席のため来日し、安倍晋三と会談するベルディムハメドフ（2019年10月23日）

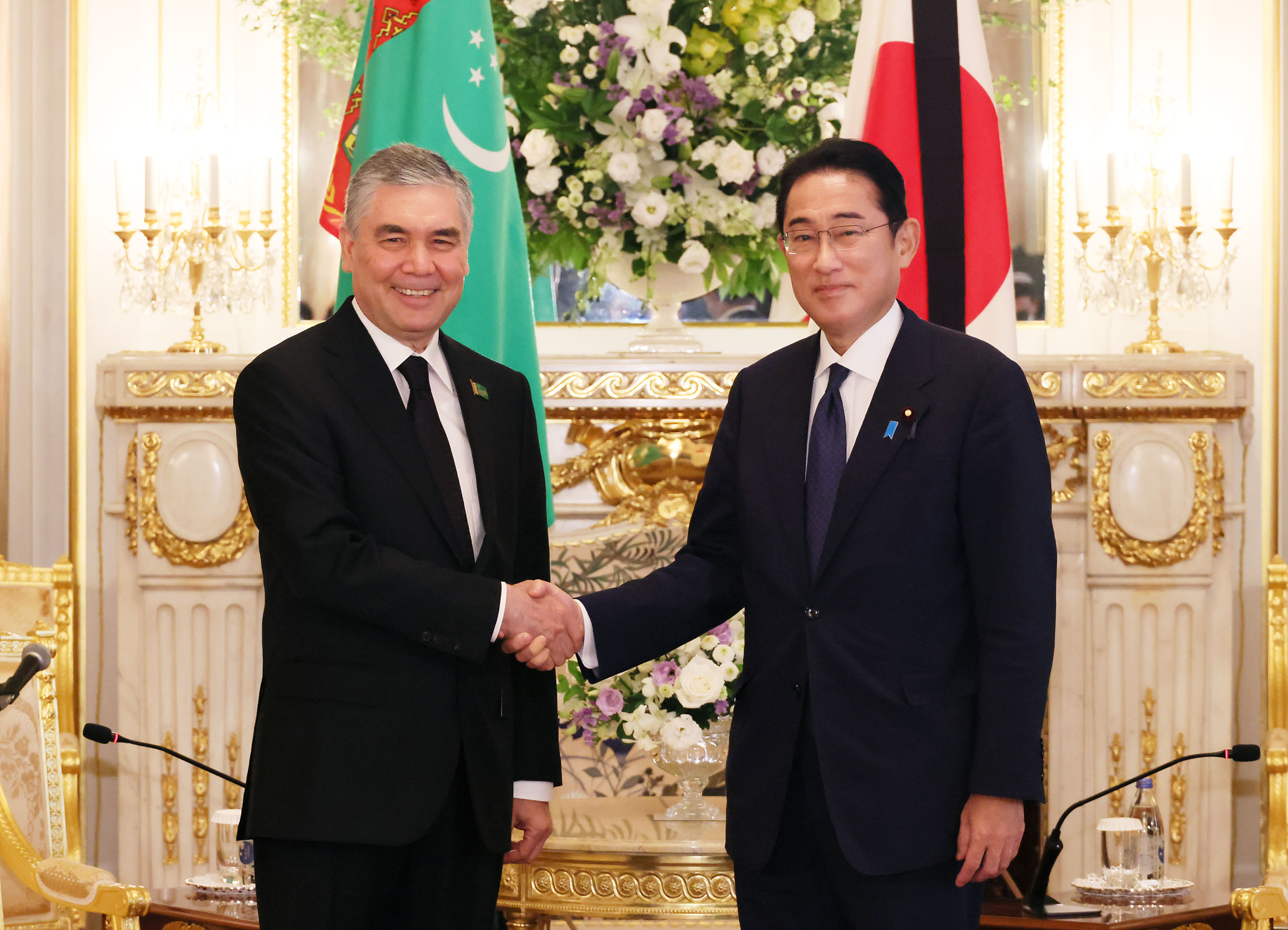
故安倍晋三国葬儀出席のため来日し、岸田文雄と会談するベルディムハメドフ（2022年9月28日）

前任のニヤゾフ大統領時代は、個人崇拝を伴う強硬な独裁政治が行われており国民の権利は著しく制限されていたが、ベルディムハメドフが大統領に就任して以降は、高齢者向けの年金の復活、閉鎖されていたアシガバート以外の病院再開、娯楽（オペラ・サーカス・映画）の解禁、インターネットの利用の解禁など脱ニヤゾフ化政策を進めている。ベルディムハメドフが脱ニヤゾフ化を進める背景として、ニヤゾフによる頻繁な粛清で国家機構の人材不足が深刻になっていることが指摘されている。また、豊富な天然ガスをテコにした資源外交を活発化させている現政権としては、ニヤゾフ政権の異常な体制を廃止することで国際社会での孤立化を回避する狙いもあると見られている。最近はニヤゾフの著書ルーフナーマも入手が困難になっており、ルーフナーマ公式ウェブサイトの削除も行われるなど、「脱ニヤゾフ」化への努力がみられる。また経済的な理由もあるものの、ニヤゾフ前大統領が電気・ガス・飲料水については1993年から、食卓塩については2003年から無償供給としていた制度を2019年1月から止めて有償化した。有償化の理由をベルディムハメドフは「政府活動の持続的拡大・資源の合理的利用・社会的補助制度の発展のため」と説明している。
しかしながら完全な民主化とは程遠く秘密警察による監視は続いており、またかつてはニヤゾフの写真を用いていたアピールをベルディムハメドフのものに取り替えるなど、新たな個人崇拝は現在も健在である。こうした動きに対し、国内の諸部族のバランスを取るため体制の安定が必要だという見方がある。ヒューマン・ライツ・ウォッチの調査では、ベルディムハメドフ本人や政権関係者によって全体主義が一貫されているとの結果報告があり、彼の親族も彼同様に絶大な権力を与えられているとされる。
日本とのつながりをアピールしている。2022年9月27日に実施された故安倍晋三国葬儀にトルクメニスタン代表として参列した。